# Sveti Rok
Sveti Rok (deutsch Sankt Rochus; ital. San Rocco) ist eine Ortschaft in Kroatien. Sie befindet sich administrativ in der Gespanschaft Lika-Senj und hat laut Volkszählung 2011 insgesamt 257 Einwohner, von denen 15 % unter 20 und 34 % über 65 Jahre alt sind. Die Ortschaft gehört zur Großgemeinde Lovinac.
Sveti Rok befindet sich unterhalb des südlichen Velebit-Massives. Größter Arbeitgeber ist der Mineralwasser-Abfüllbetrieb Sveti Rok. Nahe der Ortschaft verläuft die Autobahn A1 (Kroatien) und der Sveti-Rok-Tunnel, der durch den Velebit führt.
Die Autobahnzufahrt ist 4–5 km von der Ortschaft entfernt. Die nächstliegende Bahnstation liegt bei Lovinac (2–3 km) bzw. Gračac (16–17 km).

## Persönlichkeiten

### Söhne und Töchter des Ortes
- Mile Budak (1889–1945), kroatischer Schriftsteller, Publizist und Politiker